# Chalcides sepsoides
Chalcides sepsoides е вид влечуго от семейство Сцинкови (Scincidae). Видът не е застрашен от изчезване.

## Разпространение и местообитание
Разпространен е в Египет, Израел, Йордания, Либия и Палестина.
Обитава пустинни области, места с песъчлива почва, планини, възвишения, ливади, храсталаци, дюни, степи, крайбрежия и плажове в райони с тропически и субтропичен климат.

## Описание
Популацията на вида е стабилна.